# Monasterio de Zarzma
El monasterio de la Transfiguración de Zarzma (en georgiano: ზარზმის მონასტერი, Zarzmis p'erists'valebis monasteri), más conocido como monasterio de Zarzma, es un monasterio medieval cristiano ortodoxo situado en el pueblo de Zarzma en la región de Samtsje-Yavajeti, al suroeste de Georgia.

## Ubicación
El monasterio se encuentra en el boscoso valle fluvial de Kvabliani en el municipio de Adigeni, a 30 km al oeste de la ciudad de Akhaltsikhe. Es el complejo de una serie de edificios dominados por una iglesia abovedada y un campanario, uno de los más grandes de Georgia.

## Historia
La iglesia más antigua en el sitio probablemente fue construida en el siglo VIII, por el monje Serapión, cuya vida es relatada en la novela hagiográfica de Basilio de Zarzma. Según su fuente, el gran noble Giorgi Chorchaneli realizó una importante donación, incluidas aldeas y fincas, al monasterio. Sin embargo, el edificio existente data de los primeros años del siglo XIV. Su construcción fue patrocinada por Beka I, Príncipe de Samtskhe y Gran Señor de Georgia de la familia Jaqeli. Lo que ha permanecido del monasterio anterior es la inscripción georgiana de finales del siglo X insertada en el arco de entrada de la capilla. La inscripción reporta la ayuda militar prestada por los nobles georgianos al emperador bizantino Basilio II contra el general rebelde Bardas Esclero en 979. En 1544, los nuevos patronos del monasterio, la familia Khursidze, renovaron la edificación monástica. 

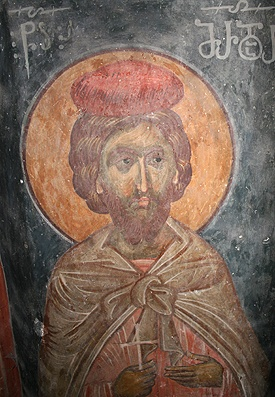
Detalle de un fresco en Zarzma

Las fachadas de la iglesia están ricamente decoradas y el interior está decorado con frescos. Además de los ciclos religiosos de los murales, hay una serie de retratos de la familia Jaqeli del siglo XIV, así como de las figuras históricas del siglo XVI. Después de la conquista otomana de la zona a finales del siglo XVI, el monasterio fue abandonado y quedó en mal estado hasta principios del siglo XX, cuando fue reconstruido, pero algunas de las características únicas del diseño se perdieron en el proceso.
Una réplica de menor tamaño de la iglesia de Zarzma, conocida como Akhali Zarzma ("Nueva Zarzma") se encuentra en el mismo municipio, cerca de Abastumani. Fue encargada por el Gran Duque George Alexandrovich, miembro de la familia imperial rusa, al arquitecto Otto Jacob Simons, quien la construyó entre 1899 y 1902, uniendo el diseño medieval georgiano con las formas arquitectónicas contemporáneas. Su interior fue decorado por el pintor ruso Mijaíl Nésterov.

## Presente
Actualmente, el monasterio es funcional y alberga una comunidad de monjes georgianos. También es lugar de peregrinación y turismo.